# Scotophaeus fabrisae
Scotophaeus fabrisae är en spindelart som beskrevs av Lodovico di Caporiacco 1950. Scotophaeus fabrisae ingår i släktet Scotophaeus och familjen plattbuksspindlar.
Artens utbredningsområde är Italien. Inga underarter finns listade i Catalogue of Life.